# دراج کاکلی
دراج کاکلی (نام علمی: Francolinus sephaena) نام یک گونه از سرده دراج است.